# Fernando Gualda
Fernando Gualda Palma (Buin, 13 de julio de 1893-¿?) fue un ingeniero civil, funcionario público y político chileno, miembro del Partido Radical (PR). Se desempeñó como director general de la Empresa de los Ferrocarriles del Estado de Chile (EFE) en dos ocasiones, durante los gobiernos de los presidentes Gabriel González Videla (1946-1952) y Jorge Alessandri (1959-1963).
En 1949, se le colocó su nombre al remodelado estadio donde hacía de local el Club Deportivo Valparaíso Ferroviarios (de fútbol), el cual fue fundado por trabajadores de dicha empresa en 1926.

## Familia y estudios
Nació en la comuna chilena de Buin el 13 de julio de 1893, hijo de Joaquín Gualda y Milagros Palma. Tuvo un hermano, Rafael, quien efectuó sus estudios primarios y secundarios en el Colegio San Ignacio de Santiago, ingresando luego como cadete a la Escuela Militar del Libertador Bernardo O'Higgins, institución desde donde egresó con el grado de alférez. A continuación, obtuvo sus ascensos de la siguiente manera: a subteniente en 1921; a teniente en 1923; a capitán en 1931; a mayor en 1942; a teniente coronel en 1945; a coronel en 1948; y a general de brigada en 1953, con el cual se acogió a retiro de la rama castrense. En cuanto a sus destinaciones, sirvió como oficial en las escuelas de Artillería, de Caballería, de Infantería y Militar del Ejército. Además, hizo el curso completo como oficial del Estado Mayor en la Academia de Guerra, actuó como comandante del Regimiento de Artillería n.° 1 "Tacna". y, en 1949, ejerció como secretario de la Dirección de los Servicios del Ejército. Fue condecorado con varias preseas, entre ellas las medallas de plata y oro por 15 y 25 años de servicios, respectivamente; la medalla de la Academia de Guerra (por el curso de oficial de Estado Mayor); y la «Estrella Minerva» por su desempeño como profesor de historia militar. En el ámbito personal, contrajo matrimonio con Odette Tiffaine, con quien tuvo dos hijos: Patricio e Ivonne.
Realizó sus estudios primarios y secundarios en el Colegio San Ignacio de Santiago. Continuó los superiores en la Universidad de Chile, titulándose como ingeniero civil en 1918.
Se casó con Berta Zamorano, con quien tuvo tres hijos: Fernando —abogado—, Raúl —oficial de Ejército— y Alicia.

## Carrera profesional
Inició su actividad laboral en el sector público, incorporándose como funcionario en la Empresa de los Ferrocarriles del Estado (EFE) durante el primer gobierno del presidente liberal Arturo Alessandri, en donde se desempeñó como ingeniero de la Sección de Refuerzo de Puentes, ingeniero de la Sección de Vía, inspector de la Sección de Transporte y jefe de la Sección de la Zona Sur de la firma. De forma paralela, fungió como delegado del gobierno central al Congreso Sudamericano de Ferrocarriles en 1932 —bajo la presidencia de Juan Esteban Montero—, y viajó en Comisión de Servicio, también del gobierno central y de EFE, a Argentina.
En el ámbito político, militó en las filas del Partido Radical (PR), colectividad de la que fue varias veces miembro de su Consejo Ejecutivo Nacional (CEN). Con ocasión del gobierno del presidente y correligionario Pedro Aguirre Cerda, en 1940, fue designado como ingeniero jefe del Departamento de Materiales y Almacenes de la Dirección General de la EFE, función que ejerció hasta el 26 de octubre de 1946, fecha en que fue nombrado como director general de la misma por el vicepresidente Juan Antonio Iribarren; se mantuvo como tal bajo la seguida presidencia del también radical Gabriel González Videla, dejando finalmente el cargo el 4 de noviembre de 1952, un día después de finalizada la administración de dicho mandatario e iniciada la segunda del presidente Carlos Ibáñez del Campo, acogiéndose a retiro desde entonces de la vida pública.
Más adelante, se integró al sector privado como jefe de la Sección de Accidentes de Ferroviarios de la Organización Kappés, rol que ostentó hasta el 18 de mayo de 1959, cuando, pese a su decidido retiro público, volvió a ser designado como director general de la EFE, esta vez por el convencimiento del presidente Jorge Alessandri; cesó en la labor el 8 de julio de 1963, presentando su renuncia por "razones personales". Durante esta gestión, le correspondió enfrentar dos accidentes: el primero el 7 de febrero de 1960, en la comuna de Sewell, cuando a las 7:25 horas se descarriló un tren del ferrocarril de la mina El Teniente en el sector denominado Agua Dulce, dejando inicialmente 30 muertos y 107 heridos; y el segundo el 1 de enero de 1962, en el sector de Estación Mapocho, Santiago, cuando a las 22:00 horas se produjo el desenganche de los coches comedores de un tren, lo que provocó que circularan sin control por la vía, descarrilando a la altura del puente Bulnes y resultando dos mozos de los trenes heridos.
Entre otras actividades, fue colaborador de publicaciones referentes a temas ferroviarios y, en el ámbito académico, trabajó como ayudante de física en la Universidad de Chile. Además, fue socio del Instituto de Ingenieros de Chile y ocupó los puestos de director de la Universidad de Concepción y de presidente del Rotary Club, de la misma ciudad.